# Leucania longivittata
Leucania longivittata là một loài bướm đêm trong họ Noctuidae.